# دیوید بیتس (بازیکن فوتبال)
دیوید بیتس (انگلیسی: David Bates؛ زادهٔ ۵ اکتبر ۱۹۹۶) بازیکن فوتبال اهل بریتانیا است.
از باشگاه‌هایی که در آن بازی کرده‌است می‌توان به باشگاه فوتبال ایست استایلینگشا اشاره کرد.
وی همچنین در تیم‌های ملی فوتبال زیر ۲۱ سال اسکاتلند و اسکاتلند بازی کرده‌است.